# Membranoproliferativni glomerulonefritis
Membranoproliferativni glomerulonefritis (znan kao i mezangiokapilarni glomerulonefritis) je naziv za bolesti bubrega koju karakterizira određeni histopatološki nalaz. Patohistološki nalaz dobiven biopsijom bubrega pokazuje proliferaciju stanica mezangija i endotela i ekspanzija mezangijskog matriksa, zatim zadebljanje stijenke perifernih kapilara odlaganjem imunih depozita u subendotelu ili gustih depozita intramembranozno, te interpoziciju mezangija u kapilarne stijenke (izgled tračnica). 

## Uzroci
Uzroci promjene u bubregu mogu biti različite bolesti (sekundarni membranoproliferativni glomerulonefritis), što je učestalija pojava, te idiopatski. Sekundarni uzroci mogu biti različiti, npr.: autoimune bolesti, kronične infekcije, maligne bolesti. Idiopatski membranoproliferativni glomerulonefritisi se dijele u tri različita tipa:
- membranoproliferativni glomerulonefritis tip I - odlaganje imunokompleksa u mezangiju i subednotelnom prostoru uzrokuje aktivaciju sustava komplementa i oslobađanje citokina i kemokina, što dovodi do infiltracije upalnih stanica, te do proliferacije mezangija i endotela.
- membranoproliferativni glomerulonefritis tip II (bolest gustih depozita) - patogeneza ovog tip bolesti je nepoznata; bolest je poseban entitet, koji se klasificira u membranoproliferativne glomerulonefritise zbog sličnosti u izgledu svjetlosnim mikroskopom. Entitet je sustavna bolest koja se manifestira odlaganjem i u sinusoidama slezene, rožnici, te često i stečenom parcijalnom lipodistrofijom.
- membranoproliferativni glomerulonefritis tip III - karakteriziran patohistološkim značajkama tipa I i membranskog glomerulonefritisa.

## Klinička slika, liječenje
Bolest se može manfestirati asimptomaskom proteinurijom i hematurijom, nefrotskim sindromom, akutnim bubrežnim zatajenjem.
U liječenju bolesti koriste se imunosupresivni lijekovi (kortikosteroidi), antiagregacijski lijekovi (acetilsalicilna kiselina), plazmafereza.  